# Истапа (Чьяпас)
Истапа (исп. Ixtapa) — посёлок в Мексике, штат Чьяпас, входит в состав одноимённого муниципалитета и является его административным центром. Численность населения, по данным переписи 2020 года, составила 6481 человек.

## Общие сведения
Название Ixtapa с языка цоциль можно перевести как — место солёной воды.
Поселение было основано в доиспанский период народом цоцили, жители которой занимались добычей соли.
Первое упоминание относится к 1524 году, когда жители Истапы ожесточённо сражались с войсками конкистадора Луиса Марины.
11 декабря 1882 года Истапе присвоен статус посёлка.